# منيل غيضان
قرية منيل غيضان هي إحدى القرى التابعة لمركز أهناسيا في محافظة بني سويف في جمهورية مصر العربية. حسب إحصاءات سنة 2006، بلغ إجمالي السكان في منيل غيضان 2877 نسمة، منهم 1390 رجل و1487 امرأة.